# Symsonia (Kentucky)
Symsonia es un lugar designado por el censo ubicado en el condado de Graves en el estado estadounidense de Kentucky. En el Censo de 2010 tenía una población de 615 habitantes y una densidad poblacional de 155,4 personas por km².

## Geografía
Symsonia se encuentra ubicado en las coordenadas 36°55′7″N 88°31′32″O / 36.91861, -88.52556. Según la Oficina del Censo de los Estados Unidos, Symsonia tiene una superficie total de 3.96 km², de la cual 3.93 km² corresponden a tierra firme y (0.59%) 0.02 km² es agua.

## Demografía
Según el censo de 2010, había 615 personas residiendo en Symsonia. La densidad de población era de 155,4 hab./km². De los 615 habitantes, Symsonia estaba compuesto por el 97.4% blancos, el 0.33% eran afroamericanos, el 0.49% eran amerindios, el 0% eran asiáticos, el 0% eran isleños del Pacífico, el 0.49% eran de otras razas y el 1.3% pertenecían a dos o más razas. Del total de la población el 0.49% eran hispanos o latinos de cualquier raza.